# 현대 라비타
 현대 라비타(Hyundai Lavita)는 현대자동차의 전륜구동 소형 MPV로, 이탈리아의 피닌파리나에 의해 디자인되었다.

## 1세대(FC)

### 라비타(2001년4월~2010년10월)

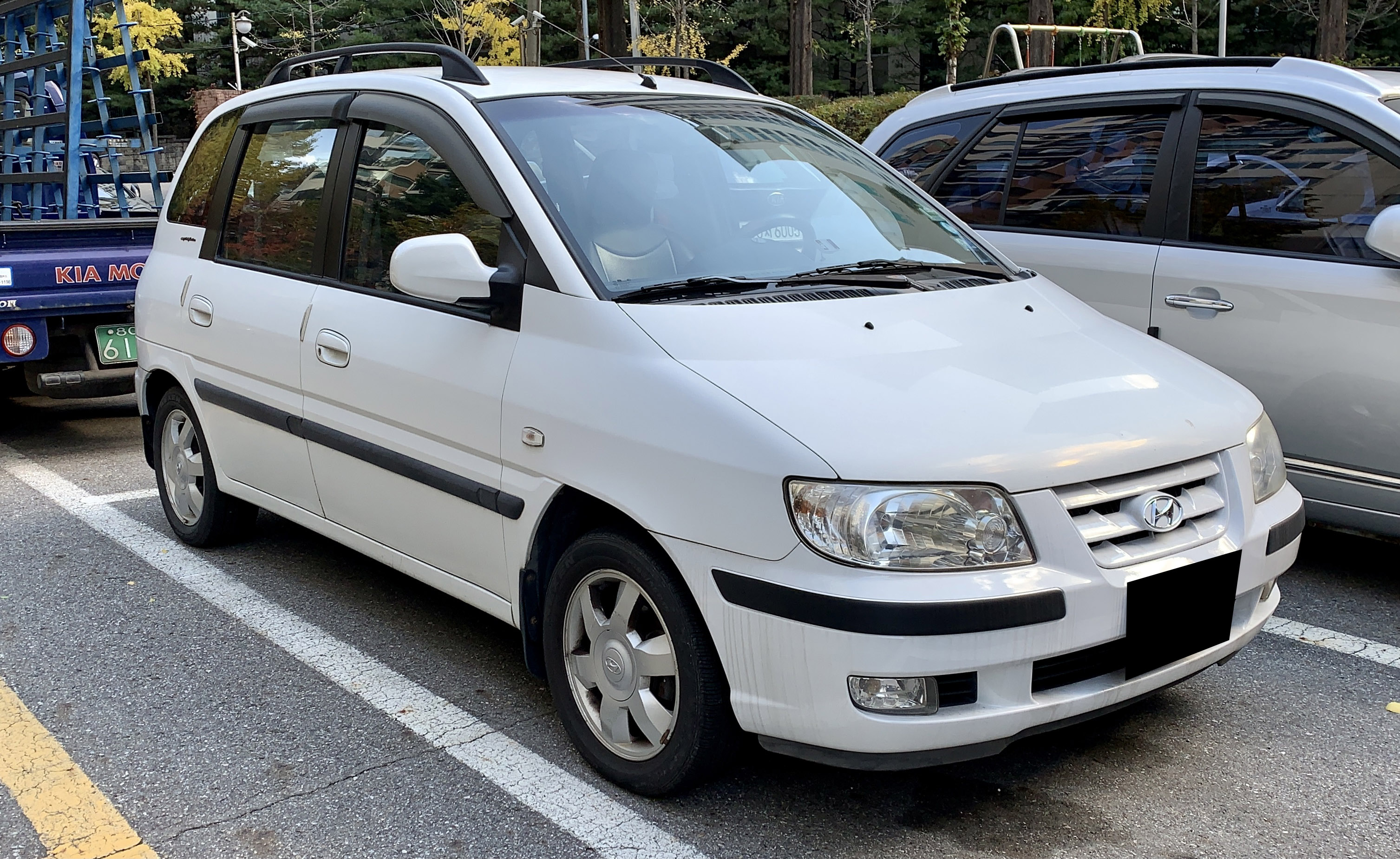
현대 라비타(전기형) 정측면

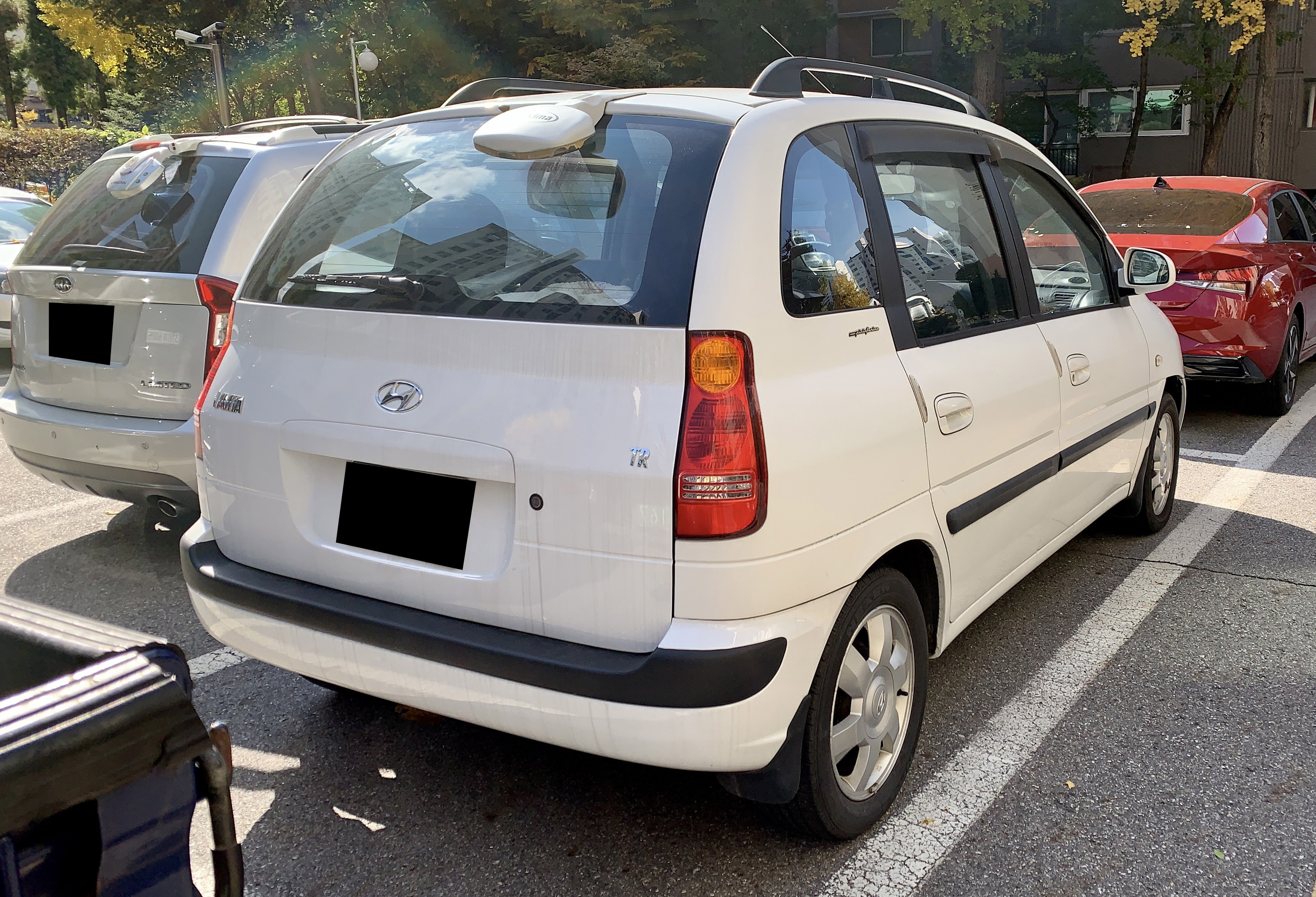
현대 라비타(전기형) 후측면

2001년 4월 17일에 출시되었다. 수출명은 매트릭스(Matrix)였다. 직렬 4기통 1.5ℓ 알파 가솔린 엔진, 1.8ℓ 베타 가솔린 엔진이 적용되었으나, 페이스리프트 때 1.6ℓ 알파 VVT 가솔린 엔진으로 일원화됐다. 대한민국산 자동차 최초로 계기판이 대시보드 가운데에 있는 센터 클러스터가 적용되었다. 대한민국에서는 가솔린 엔진만 있었으나, 유럽 수출용에는 커먼레일 디젤 엔진도 장착되었다. 2002년 5월 15일에 라비타를 물이 새지 않는 수족관으로 만들기 위해 차량 내부의 엔진과 여러 장치들을 빼낸 후 완전한 방수 처리와 물고기들의 생명 유지를 위해 생명 유지 장치(Life Support System)를 설치해 부산 아쿠아리움에 전시했다. 2003년 5월 16일에는 2003년형이 시판됐고, 2005년에 페이스리프트를 거쳤다.
유럽 시장에서의 판매량에 비해 대한민국 내수에서는 판매 부진으로 2007년 2월에 후속 차종 없이 단종되었다. 다만 해외에서는 2008년에 개최된 제네바 모터쇼에서 페이스리프트 버전을 공개하면서 계속 판매를 이어 나갔으며, 2010년에 터키 현지공장에서 생산을 중단하면서 단종되었다. 이후 후속이자 벤가의 형제 차종인 ix20가 출시되었다.

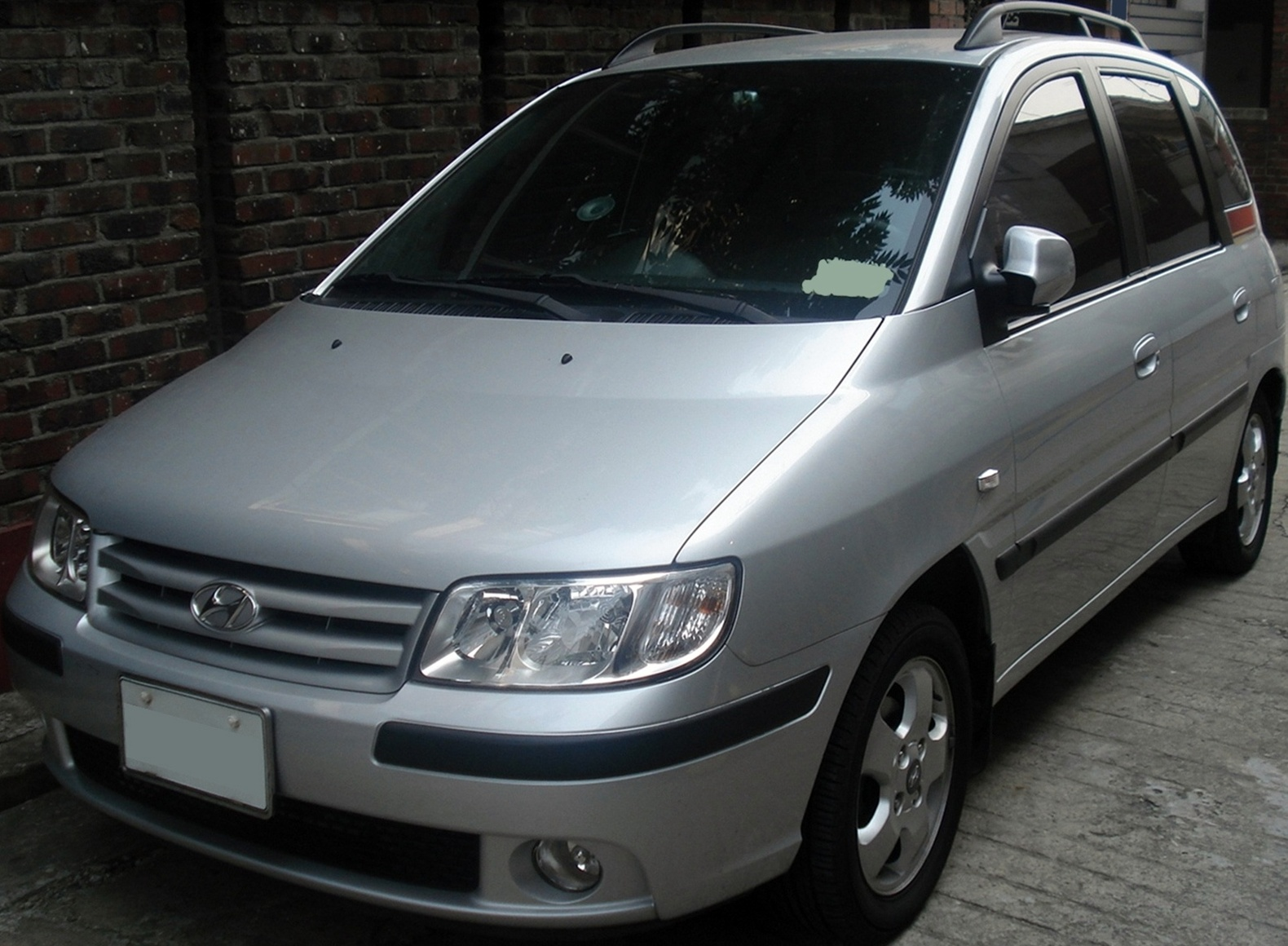
현대 라비타(중기형) 정측면
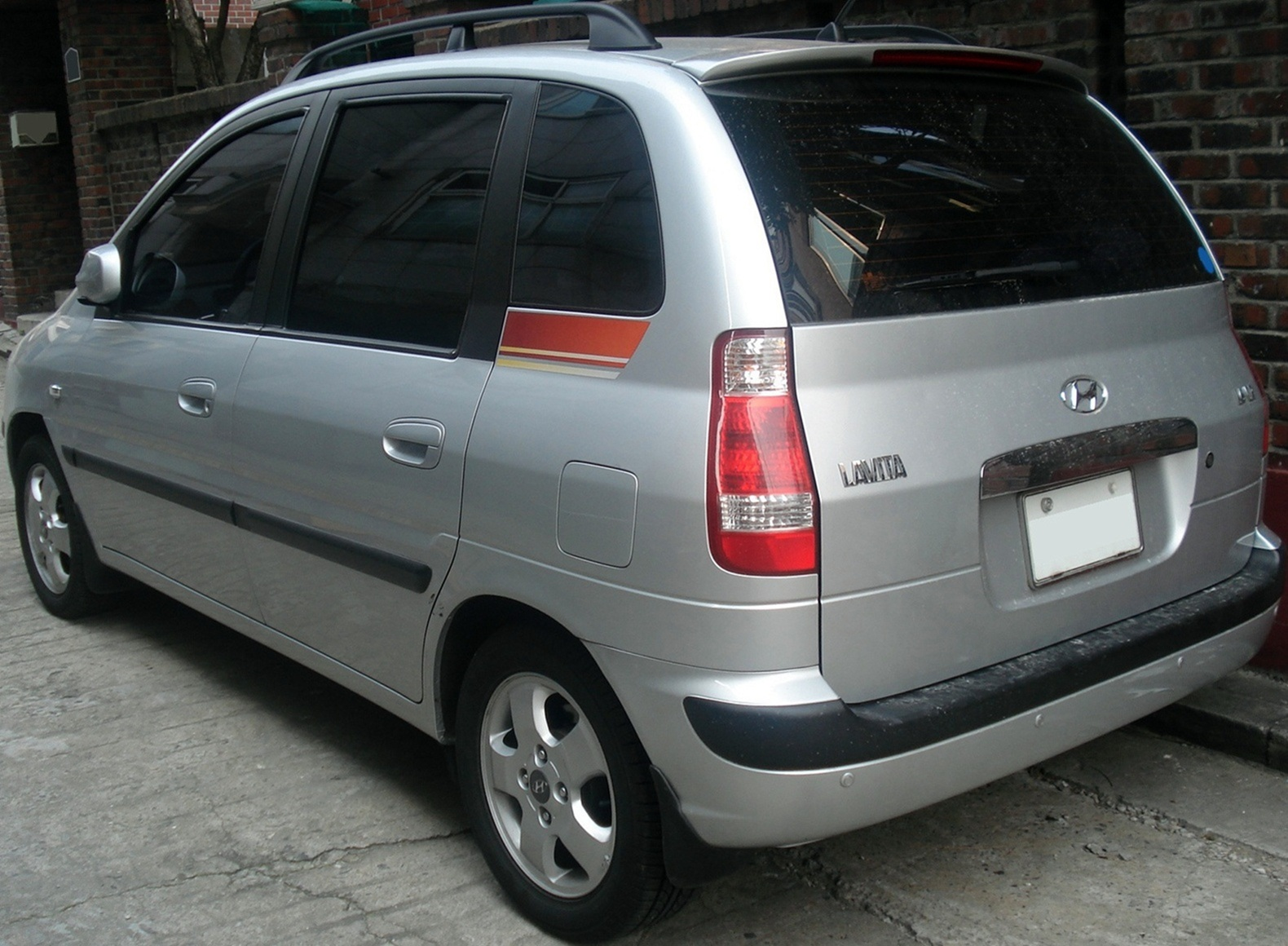
현대 라비타(중기형) 후측면
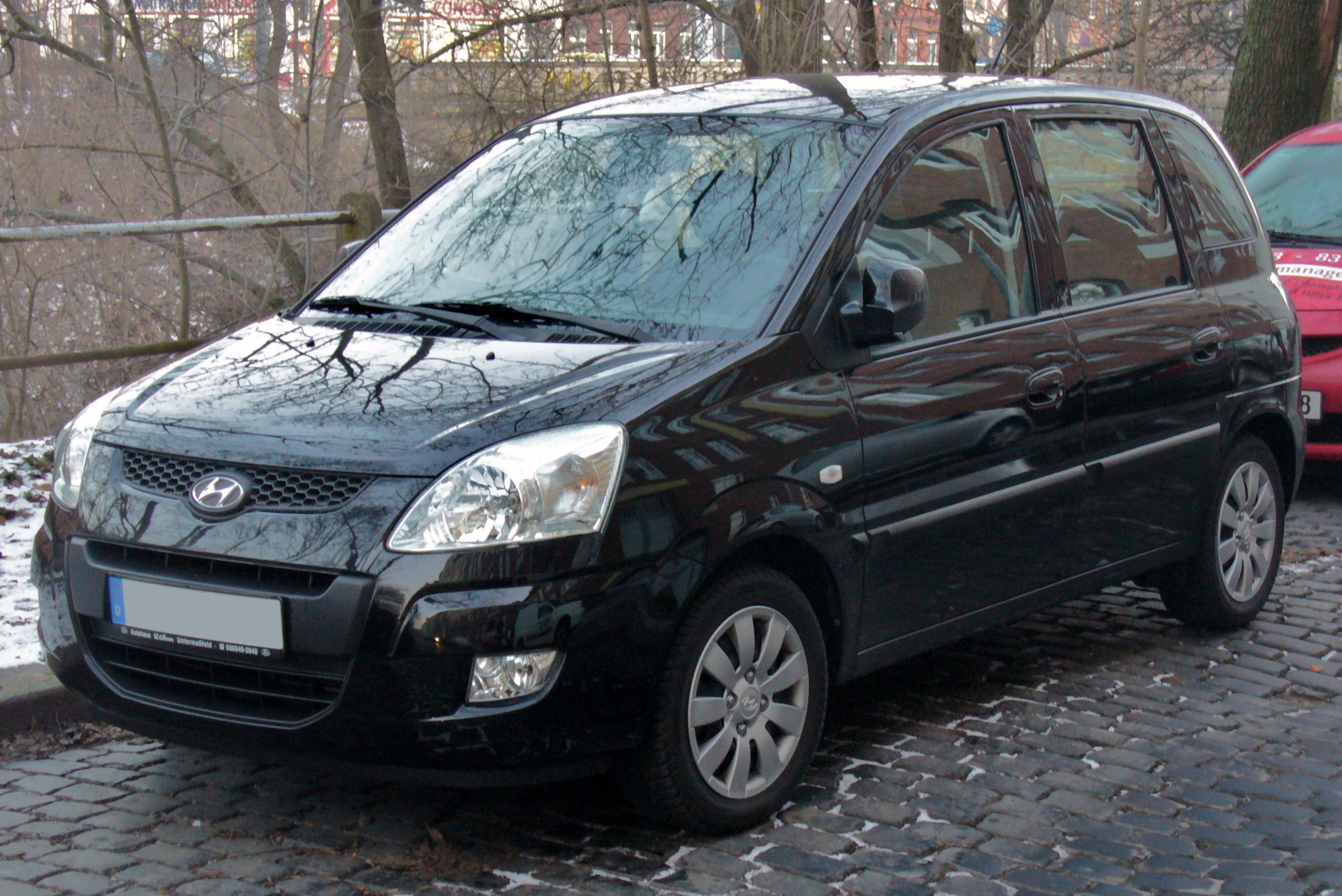
현대 매트릭스(후기형) 정측면
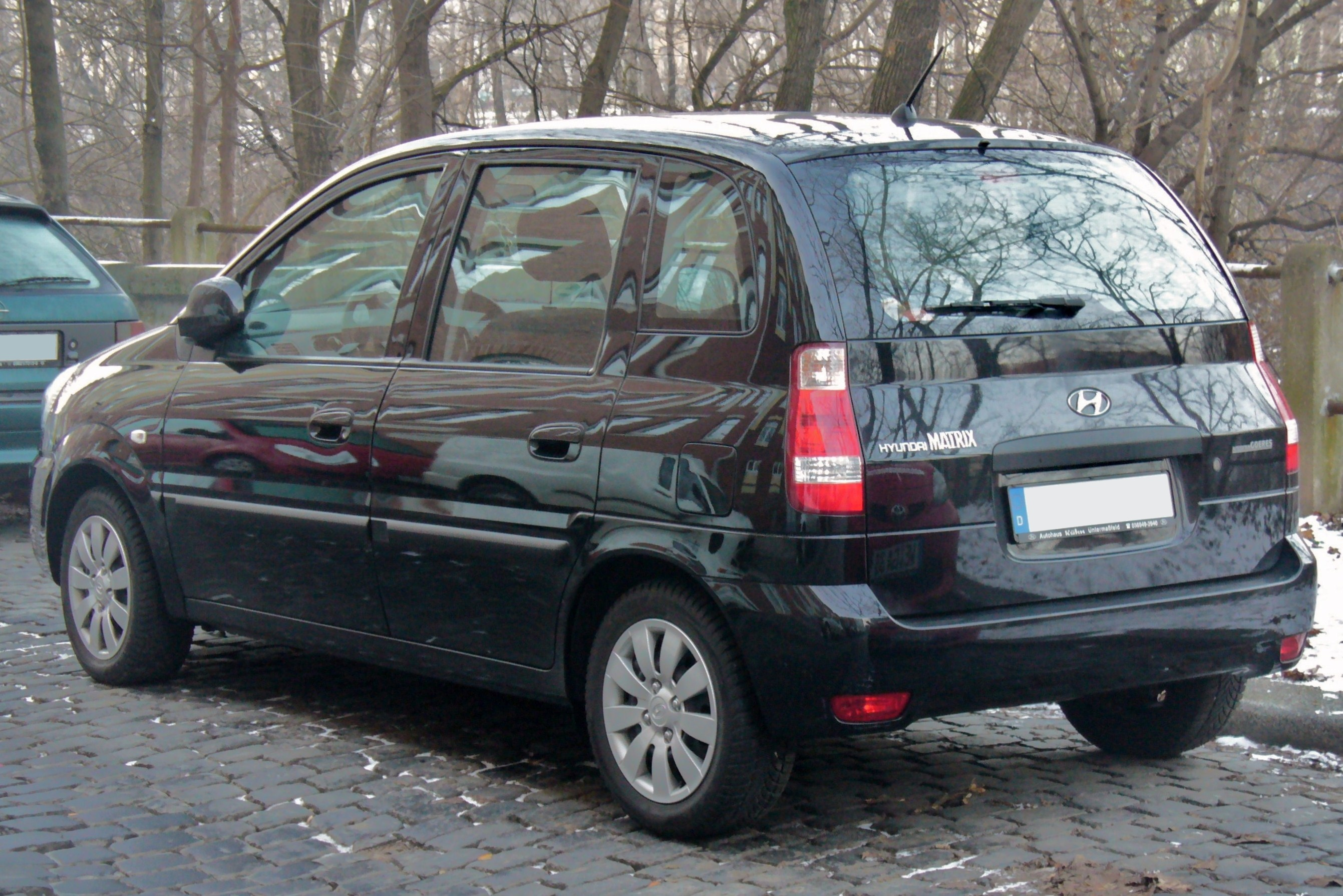
현대 매트릭스(후기형) 후측면

## 제원
- 전장(mm) : 4,025(전기형)/4,050(후기형)
- 전폭(mm) : 1,740
- 전고(mm) : 1,635/1,685(루프랙 적용시)
- 축거(mm) : 2,600
- 윤거(전, mm) : 1,485
- 윤거(후, mm) : 1,485
- 승차정원 : 5명
- 변속기 : 수동 5단/자동 4단
- 서스펜션(전/후) : 맥퍼슨 스트럿/듀얼 링크
- 구동형식 : 전륜 구동

| 구분               | 1.5ℓ 알파                                                     | 1.6ℓ 알파              | 1.8ℓ 베타                                                     |
| ------------------ | ------------------------------------------------------------- | ---------------------- | ------------------------------------------------------------- |
| 엔진 형식          | G4EC                                                          | G4ED                   | G4GB                                                          |
| 연료               | 가솔린                                                        | 가솔린                 | 가솔린                                                        |
| 배기량(cc)         | 1,495                                                         | 1,599                  | 1,795                                                         |
| 최고출력(ps/rpm)   | 100/5,800                                                     | 103/5,800              | 123/6,000                                                     |
| 최대토크(kg*m/rpm) | 13.4/4,500                                                    | 14.1/4,500             | 16.5/4,500                                                    |
| 연비(km/l)         | 13.3(수동)/ 12.4(자동) (이후 13.2(수동)/ 11.0(자동)으로 변경) | 13.6(수동)/ 11.4(자동) | 13.0(수동)/ 11.3(자동) (이후 11.4(수동)/ 10.1(자동)으로 변경) |